# Itxtayatla
Itxtayatla är en ort i Mexiko.   Den ligger i kommunen Metztitlán och delstaten Hidalgo, i den sydöstra delen av landet, 140 km norr om huvudstaden Mexico City. Itxtayatla ligger 1 781 meter över havet och antalet invånare är 447.
Terrängen runt Itxtayatla är huvudsakligen kuperad, men åt nordväst är den bergig. Runt Itxtayatla är det glesbefolkat, med 20 invånare per kvadratkilometer. Närmaste större samhälle är Zacualtipán, 10,2 km öster om Itxtayatla. I omgivningarna runt Itxtayatla växer huvudsakligen savannskog.